# Судзукадзэ
Судзукадзэ (яп. 涼風, «прохладный бриз») — японский эсминец типа Shiratsuyu.

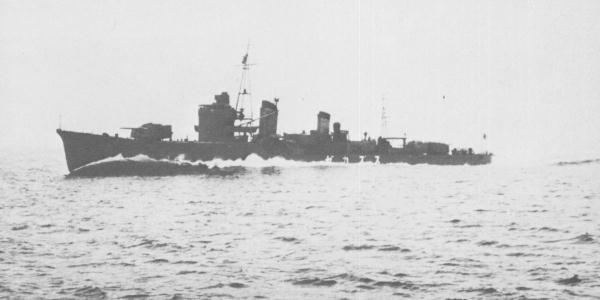

Заложен 9 июля 1935 года на верфи Uraga Dock, Токио. Спущен 11 марта 1937 года, вошел в строй 31 августа 1937 года. Участвовал в захвате Филиппин и Голландской Индии. 
6 июля 1943 года эсминец принял участие в бою в заливе Кула. Судзукадзэ входил в состав группы прикрытия доставки подкреплений на остров Мунда (т. н. «Токийский экспресс»). На этот раз японские корабли (10 эсминцев) были перехвачены американской 1-й оперативной группой 36-го оперативного соединения (Task Group 36.1) под командованием адмирала Уолдена Эйнсуорта. В ходе боя торпедой с Судзукадзэ или «Таникадзэ» был потоплен американский лёгкий крейсер «Хелена». Однако доставка подкреплений была сорвана, к тому же японцы потеряли два эсминца.
26 января 1944 года потоплен американской подводной лодкой «Skipjack» у атолла Панапе в точке 08°51′ с. ш. 157°10′ в. д..